# Адреналін: Страх гонитви
«Адреналін: Страх гонитви» (англ. Adrenalin: Fear the Rush) — фантастичний бойовик.

## Сюжет
США, Бостон, 2007 рік. Жорстокі вбивства потрясають місто. Безстрашні поліцейські Лем'є і Делон, заручившись підтримкою двох колег, переслідують вбивцю-мутанта, який переховується від людей у темряві тунелів та вентиляційних шахт. Розуміючи, що тільки вони зможуть зупинити чудовисько, поліцейські твердо вирішують довести справу до кінця і знищити виплодок пекла, що загрожує заразити людей смертельним вірусом. У них є тільки дві години на те, щоб запобігти катастрофі.

## У ролях
- Крістофер Ламберт — Лем'є
- Наташа Генстридж — Делон
- Норберт Вайссер — Кузо
- Елізабет Барондес — Восек
- Ксав'є Де Кліе — Волкер
- Крейг Девіс — підозрілий
- Ніколас Гест — капітан Б. Реннард
- Ендрю Дівофф — Стерн
- Джон Х. Епштейн — генерал Ваксман
- Міріам Зезулькова — поліцейський
- Бланка Копікова — поліцейський
- Мартін Гайнді — поліцейський